# 10220 Pigott
A 10220 Pigott (ideiglenes jelöléssel 1997 UG7) a Naprendszer kisbolygóövében található aszteroida. Roy A. Tucker fedezte fel 1997. október 20-án.